# 大阪アニメーションカレッジ専門学校
大阪アニメーションカレッジ専門学校（おおさかアニメーションカレッジせんもんがっこう、英称：OSAKA ANIMATION COLLEGE）は、声優、アニソン歌手、アニメーター、漫画家、イラストレーター、キャラクターデザイナーの育成に特化した大阪府吹田市江坂にある専門学校である。通称「アニカレ」。CATグループの学校法人大阪創都学園が運営する。2004年設立。これまで多くのクリエイター、漫画家、声優を輩出している。
グループ校であるキャットミュージックカレッジ専門学校と校舎を共有しており、キャットミュージックカレッジ専門学校の校内ライブ等の司会を大阪アニメーションカレッジ専門学校生が行ったり、逆に大阪アニメーションカレッジ専門学校の舞台発表などのイベントの際にはキャットミュージックカレッジ専門学校生が音響・照明などを担当することもある。

## 沿革
- 2004年 - 大阪府認可の専修学校として開校
- 2006年 - グループ校の東京アニメーションカレッジ専門学校が開校、大阪創都学園東京事務所が開設

## 設置学科
- 総合学科 3年制
  - 総合声優コース
  - 総合アニメーションコース
  - 総合コミックイラストコース
- 声優学科 2年制
  - アニメ声優コース
  - 声優アーティストコース
  - 声優俳優コース
- アニメーション学科 2年制
  - アニメーターコース
  - CGアニメーションコース
- マンガ・イラスト学科 2年制
  - ストーリーコミックコース
  - キャラクターイラストコース

## 主な出身者
- 堀龍也 - 声優
- 蓮未エリナ - 声優
- 丸塚香奈 - 声優
- 夏日凜子 - 女優、声優
- 野村大地 - 声優
- 松本ふくみ - 声優
- 佐藤あずさ - 声優
- 田端美保 - 声優
- 小西いづ - 声優